# ツンパーノ
ツンパーノ（イタリア語: Zumpano）は、イタリア共和国カラブリア州コゼンツァ県にある、人口約2,600人の基礎自治体（コムーネ）。

## 地理

### 位置・広がり

#### 隣接コムーネ
隣接するコムーネは以下の通り。
- コゼンツァ
- ラッパーノ
- レンデ
- ロヴィート
- サン・ピエトロ・イン・グアラーノ

## 行政

### 分離集落
ツンパーノには、以下の分離集落（フラツィオーネ）がある。
- Rovella, Malavicina, Mennavence, Forevia, San Michele, Cannuzze, Zona Industriale, Via Beato Francesco Marino